# Sergio Caprari
Sergio Caprari   (Civita Castellana, 11 de juliol de 1932 - Falèria, 12 d'octubre de 2015) fou un boxejador italià que va competir durant les dècades de 1940 i 1950.
El 1952 va prendre part en els Jocs Olímpics d'Estiu de Hèlsinki, on guanyà la medalla de plata de la categoria del pes ploma del programa de boxa. En la final va perdre contra el txecoslovac Ján Zachara. Entre 1952 i 1961 va lluitar com a professional, amb un balanç de 52 victòries, quatre derrotes i dos combats nuls. El 1956 va guanyar el títol nacional del pes ploma vencent a Nello Barbadaro i el títol europeu de pes ploma el 1958 contra Jean Sneyers.